# Sputnik 5
Kosmičeskij korabl 2, Korabl-sputnik 2 nebo Sputnik 5 byla sovětská umělá družice Země. Jednalo se o první vesmírný let, který poslal zvířata na oběžnou dráhu a bezpečně je vrátil zpět na Zemi.

## Základní údaje
Byla vypuštěna 19. srpna 1960 z kosmodromu Bajkonur. Jednalo se fakticky o druhý test lodě Vostok a též o první let, z kterého došlo k návratu živých organismů (zvířat) zpět na Zem. Letu se zúčastnili dva psi (Bělka a Strelka), 40 myší a 2 krysy.
Zatímco Američané tuto misi evidovali jako součást programu Sputnik, Sověti a od nich čerpající zdroje v ČSSR toto začlenění neuvedli.